# Friedrich F. G. Kleinwächter
Friedrich Ferdinand Gabriel Kleinwächter (* 19. März 1877 in Prag; † 29. Juni 1959 in Wien) war ein österreichischer Jurist (Ministerialbeamter) und Publizist.

## Leben
Friedrich Kleinwächter wuchs in Czernowitz auf, wo sein Vater Ludwig Kleinwächter als Gynäkologe und Geburtshelfer und sein Onkel Friedrich von Kleinwächter als Professor der Staatswissenschaften tätig war. Er studierte Rechtswissenschaften an der Franz-Josefs-Universität, absolvierte 1902 die Staatsprüfung und wurde 1903 promoviert.
1904 begann er eine Tätigkeit in der Czernowitzer Finanzprokuratur, 1906 legte er die Finanzprokuratursprüfung in Lemberg ab. 1907/08 arbeitete er als Gerichtspraktikant in Wien und Prag und betrieb nationalökonomische Studien an der Karl-Ferdinands-Universität in Prag. 1910 wurde er ins kaiserlich-königliche Finanzministerium berufen, seine wissenschaftliche Tätigkeit setzte er im Seminar von Eugen Böhm von Bawerk fort. Außerdem war er journalistisch aktiv, insbesondere für die Neue Freie Presse. 1914 legte er die Anwaltsprüfung ab. 1917 wurde er leitender Direktor der Kriegskreditanstalt für das südliche Kriegsgebiet in Klagenfurt. 
Nach der Niederlage im Ersten Weltkrieg sah er die Zukunft Österreichs in einem „Paneuropa“. Kleinwächter war an der Vorbereitung zur  Volksabstimmung 1920 in Kärnten beteiligt. Er trat als Beamter vorzeitig in den Ruhestand und eröffnete 1924 eine Anwaltskanzlei. 1934 wurde er Vizebürgermeister von Klagenfurt. Als Finanzexperte verringerte er die Schuldenlast der Landeshauptstadt Klagenfurt. Nach dem Anschluss Österreichs wurde er 1938 mit einem Berufsverbot belegt und aus Kärnten verbannt. Er kehrte nach Wien zurück, wo er von einer kleinen Pension lebte.
Nach Ende des Zweiten Weltkriegs arbeitete er als Finanzexperte im Staatskommissariat für Bundesangelegenheiten des Landes Tirol. 1949 kehrte er nach Wien zurück. Er wurde am Wiener Zentralfriedhof bestattet. (Gr. 1, R. 3, Nr. 67)
Friedrich Kleinwaechter war ab 1931 Mitglied der Freimaurerloge Paracelsus, nach deren Auflösung 1934 affiliert in die Loge Zukunft; ab 1945 in der Sammelloge Humanitas renata und von 1947 bis zu seiner Deckung 1950 affiliertes Mitglied der Loge Zukunft.

## Werke
Kleinwächter schrieb Bücher und Aufsätze zu politischen, historischen, wirtschaftlichen und soziologischen Themen, die sich – oft autobiografisch – mit der österreichischen Geschichte beschäftigen.
- Das Wesen der städtischen Grundrente. Hirschfeld, Leipzig 1912.
- Der Untergang der Oesterreichisch-ungarischen Monarchie. Koehler, Leipzig 1920.
- Der deutschösterreichische Mensch und der Anschluss. Luser, Wien 1926
- Selbstbestimmungsrecht für Österreich! DVA, Stuttgart 1929
- Hrsg. mit Heinz Paller: Die Anschlussfrage in ihrer kulturellen, politischen und wirtschaftlichen Bedeutung. Mit Geleitwort von Paul Löbe und Alfred Gürtler. Braumüller, Wien/Leipzig 1930.
- Der fröhliche Präsidialist. Amandus, Wien 1947.
- Bürokraten. Ein heiterer Roman aus dem alten Österreich. Amandus, Wien 1948.
- Von Schönbrunn bis St. Germain: Die Entstehung der Republik Österreich. Styria, Graz 1964.